# Chiesa di San Cristoforo sul Naviglio
La chiesa prepositurale di San Cristoforo sul Naviglio è un luogo di culto cattolico di Milano situato nella via omonima sull'alzaia del Naviglio Grande.
È sede dell'omonima parrocchia di rito ambrosiano dell'arcidiocesi di Milano, facente parte del decanato dei Navigli della zona pastorale I.

## Storia
Il complesso è costituito da due chiese.
La più antica è quella di sinistra. Della primitiva chiesa sorta in tempi antichi le notizie sono scarse; in mancanza di più specifici documenti si sa che esisteva una chiesa romanica, ricostruzione di un ancora più antico edificio. Essa venne ancora ricostruita alla metà del XIII secolo, nel periodo degli scavi del Naviglio Grande; in essa a metà del XIV secolo alla facciata fu aggiunto il portale gotico e il rosone.
Collocata sul percorso che conduceva a Milano, in un punto di passaggio obbligato nella rete dei vari corsi d'acqua del Lambro, San Cristoforo sorse — forse — sul sito di un precedente tempio pagano; la cosa non è accertata ma viene annotata da varie fonti (Antonio Castiglioni, Ausonio, Tamborini). L'intitolazione al santo dei pellegrini di fatto in molti casi sostituisce quella originaria di Ercole, gigante pure questi. A san Cristoforo venne accostato un particolare culto, quello dei 14 santi ausiliatori.
Quella prima chiesa venne ricostruita in epoca romanica. La ricostruzione del Trecento viene realizzata ancora una volta sulla parziale demolizione della precedente. Alla chiesa gotica si affiancava un ospedale per i pellegrini, costruito all'incirca dal 1364, quando si era qui trasferito certo frate Pietro Franzoni di Tavernasco, eremita; fu lui a organizzare l'istituzione.

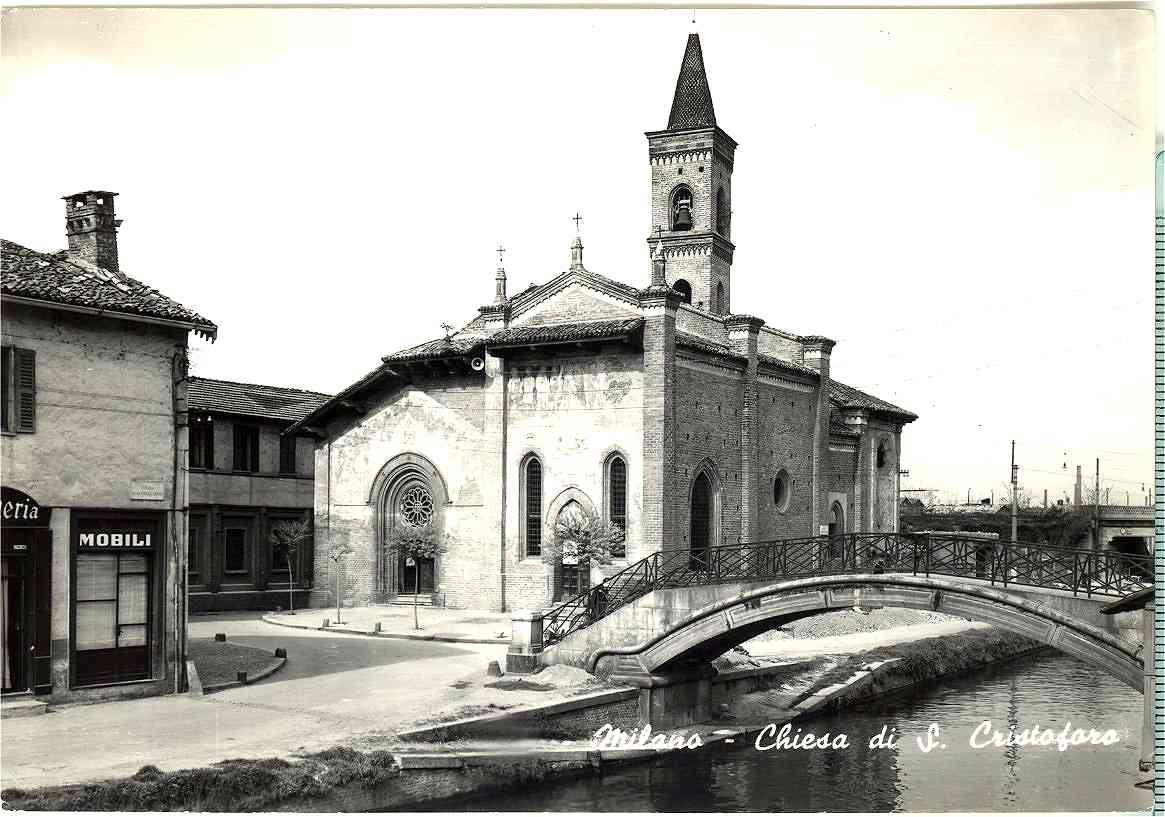
Il complesso in una fotografia del 1964

La chiesa più recente, che appare attualmente all'altra riunita tanto da dare l'immagine complessiva di una chiesa a doppia navata, venne edificata lungo l'argine del Naviglio e detta cappella Ducale, è del XV secolo. Fu eretta per volere di Gian Galeazzo Visconti che accolse i voti popolari per la costruzione di una nuova cappella dedicata al santo protettore degli infermi e degli appestati. Il voto esaudiva la fine di una grave pestilenza che, dopo aver mietuto 20.000 vittime in Milano nel 1399, era cessata di colpo — si credeva — per intercessione di san Cristoforo.
La cappella ducale venne intitolata non solo a san Cristoforo, ma anche a san Giovanni Battista, san Giacomo e alla beata Cristina, protettori dei Visconti. Sulla facciata venne inserito pertanto lo stemma con il biscione di questa famiglia, accanto a quello del Comune con la croce rossa in campo bianco, mentre nella chiesa più antica venne posto accanto agli altri due — tuttora presenti sul portale — quello col cappello cardinalizio e il sole radiante tra le stelle, che rimandava al cardinale Pietro Filargo, divenuto poi l'antipapa Alessandro V, e che allora era arcivescovo di Milano.
Di questa, che venne detta Cappella Ducale, come venne ultimata la sua facciata nel 1405, all'interno, in controfacciata, fu quasi subito decorata, nello spazio tra le due monofore, da un affresco su doppio registro, di uno sconosciuto pittore minore, legato ancora al gusto del secolo precedente, che vi raffigura nel registro superiore una Madonna in trono fra santi, e in quello inferiore una Crocefissione che ripete l'iconografia della Crocefissione di Anovelo da Imbonate in San Marco a Milano.

## Descrizione

### Arte e architettura

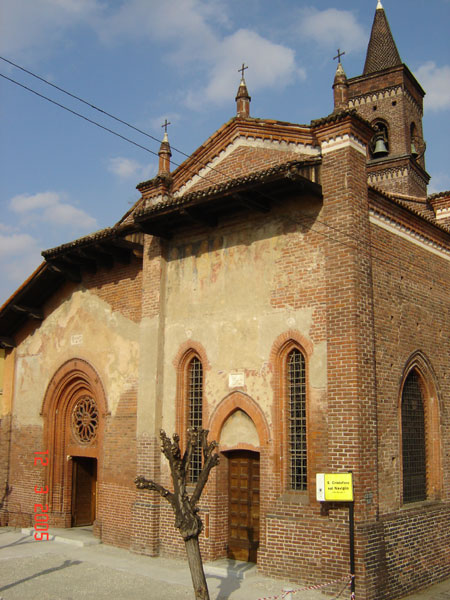
Facciata

La chiesa romanica è una piccola aula coperta a tetto e terminante con una piccola abside semicircolare. La facciata è ornata da un ricco portale in cotto il rosone gotico a raggi intrecciati ed inoltre gli stemmi dei Visconti, di Milano e del cardinale Pietro Filargo da Candia, arcivescovo di Milano e futuro papa Alessandro V.
La facciata della Cappella Ducale presenta un semplice portale ai cui lati stanno due alte monofore gotiche oltre agli stemmi visconteo e milanese ed a resti di affreschi. La facciata a due monofore segue il modello tipico delle chiese di Solari, di cui altri esempi sono nelle facciate della stessa epoca di Santa Maria delle Grazie, e di San Bernardino delle Monache.
Il campanile nella forma attuale è una sopraelevazione del XV secolo del campanile originale, con cuspide a cono cestile e monofore.
L'interno, trasformato in due navate nel 1625 con l'abbattimento della parete che separava le due chiese, presenta nella navata di sinistra un soffitto ligneo e sulla parete frammenti di affreschi della scuola del Bergognone (Ambrogio da Fossano). L'abside conserva affreschi della scuola di Bernardino Luini.
La navata destra ha due campate con volte a crociera e le pareti sono decorate da affreschi gotici; alla parete una pregevole statua lignea del XIV secolo rappresentante San Cristoforo e il Bambino Gesù.

#### Gli affreschi
Della chiesa primitiva rimangono quelli nella parte absidale, del primo Cinquecento, di tipo luinesco. Più ricca la parte della cappella Ducale, dove restano, in parte addossati gli uni sugli altri vari dipinti del XV secolo.

##### Affreschi della chiesa primitiva

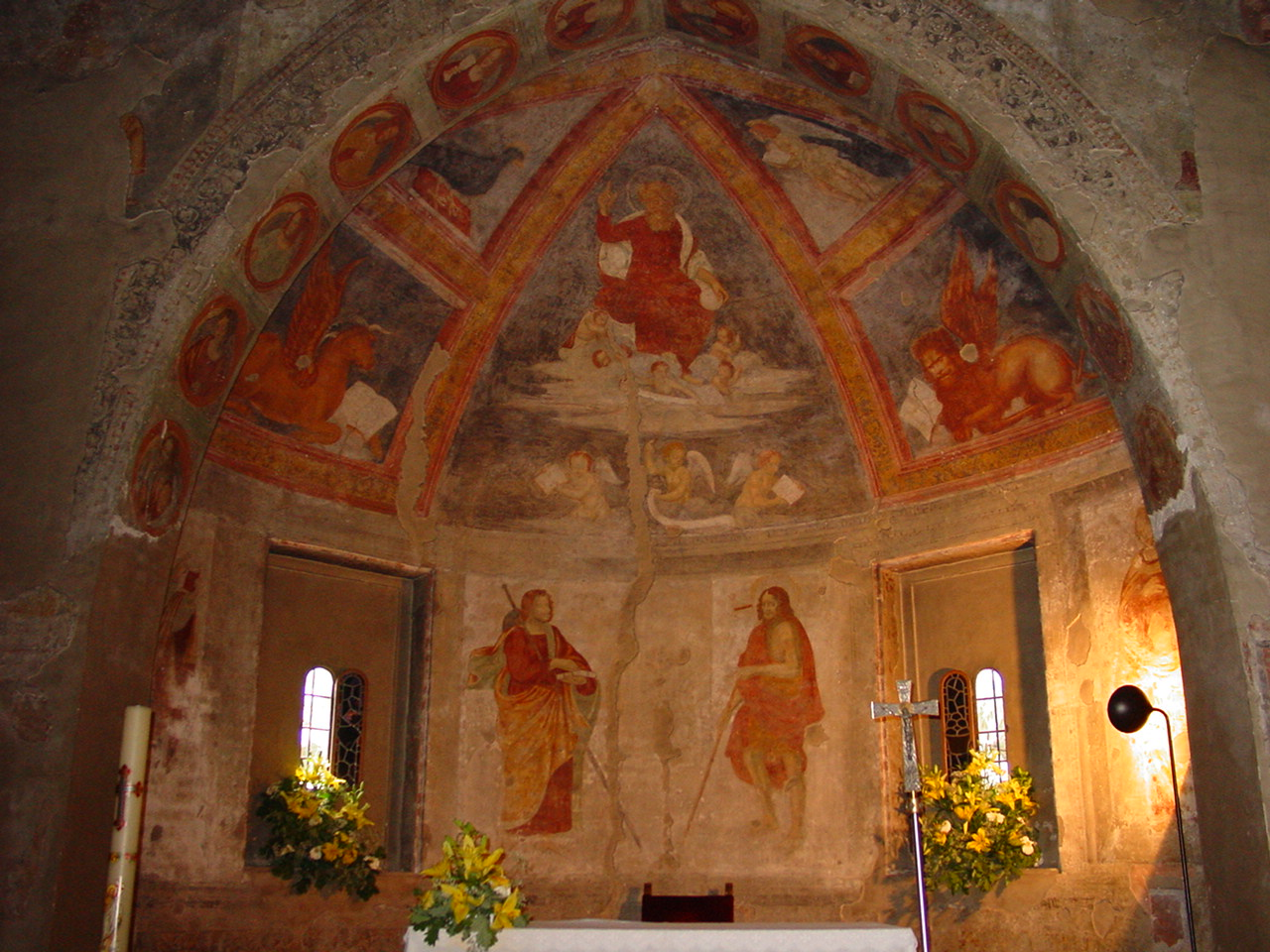
Affresco dell'abside

- Nell'abside con il Padre Eterno circondato da angioletti e ai lati i simboli degli evangelisti; nel registro inferiore quattro figure di Santi, in stile luinesco;

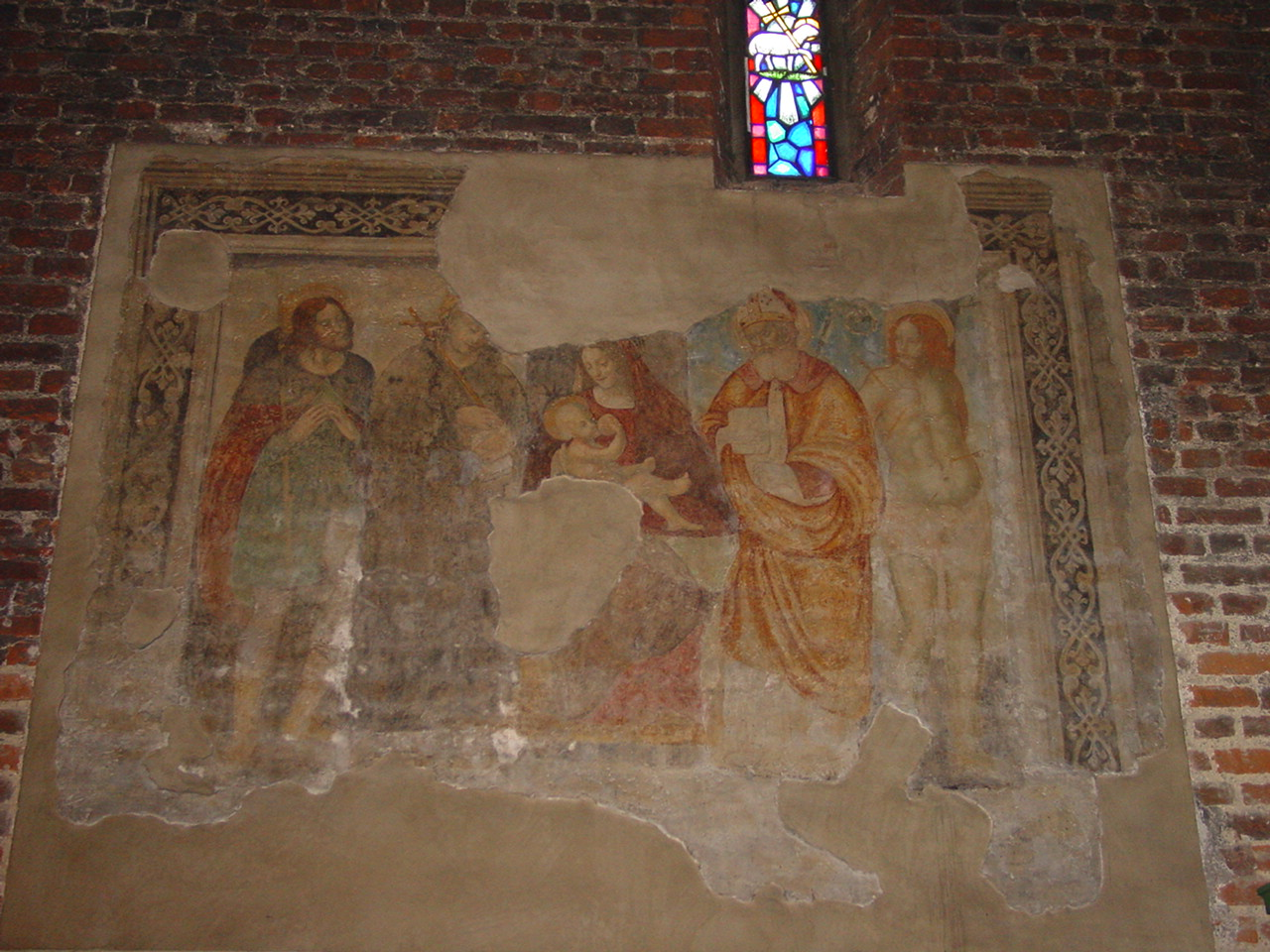
Affreschi sulla parete sinistra della chiesa più antica

- affreschi di Teorie di Santi sulla parete sinistra, sempre di stile del primo Cinquecento, sono due riquadri rimasti isolati.[6]

##### Affreschi della cappella Ducale
- in facciata (esterno): Teoria di Santi, del XV secolo;
- in controfacciata (interno): Crocefissione con sovrapposta la Madonna in Trono, nella controfacciata, affresco unico suddiviso in due registri (approfondimento in Affresco della Crocefissione);[4]
- due figure di santi vescovi inseriti in riquadro nella prima campata e riferibili alla stessa esecuzione dell'affresco di controfacciata;
- un Cristo entro la mandorla successivo ai primi sempre nella prima campata, nella parte superiore, che sostituisce l'apertura ad oculo della successiva campata sul lato del naviglio;
- sempre nella prima campata altri affreschi quattrocenteschi nella volte, di cui solo due (dei quattro delle vele della crociera) ancora leggibili; uno raffigura presumibilmente l'Adorazione dei Magi;
- un'ulteriore crocefissione tardoquattrocentesca della parte absidale, presso la porta della Sacristia, con riferimento all'arte degli Zavattari a Monza, collegabile alle due figure laterali della seconda campata di cui tiene la stessa incorniciatura di gigli bianchi.

### Strumenti musicali

#### Campane
Originariamente, il concerto era composto da 2 campane, fuse dalla fonderia milanese di Michele Comerio (originario di Malnate) nel 1826. A causa di una crepa, venne poi rifusa la campana minore delle due ad opera dei fratelli Barigozzi nel 1920. Per l'occasione la fonderia aggiunse anche una campana, portando così il concerto a 3 bronzi. Attualmente sulla torre vi sono quattro campane, poiché con l'elettrificazione delle stesse, Paolo Capanni di Castelnovo ne' Monti ne ha aggiunta una nuova nel 1987.
Il concerto è montato a sistema ambrosiano ed è intonato in La3 maggiore:
- campana minore (Re4), aggiunta nel 1987 da Paolo Capanni;
- seconda campana (Do#4), aggiunta nel 1920 dai fratelli Barigozzi;
- terza campana (Si3), fusa dai fratelli Barigozzi nel 1920 in sostituzione della vecchia Comerio del 1826;
- campana maggiore (La3) originale, fusa da Michele Comerio nel 1826.

#### Organo a canne

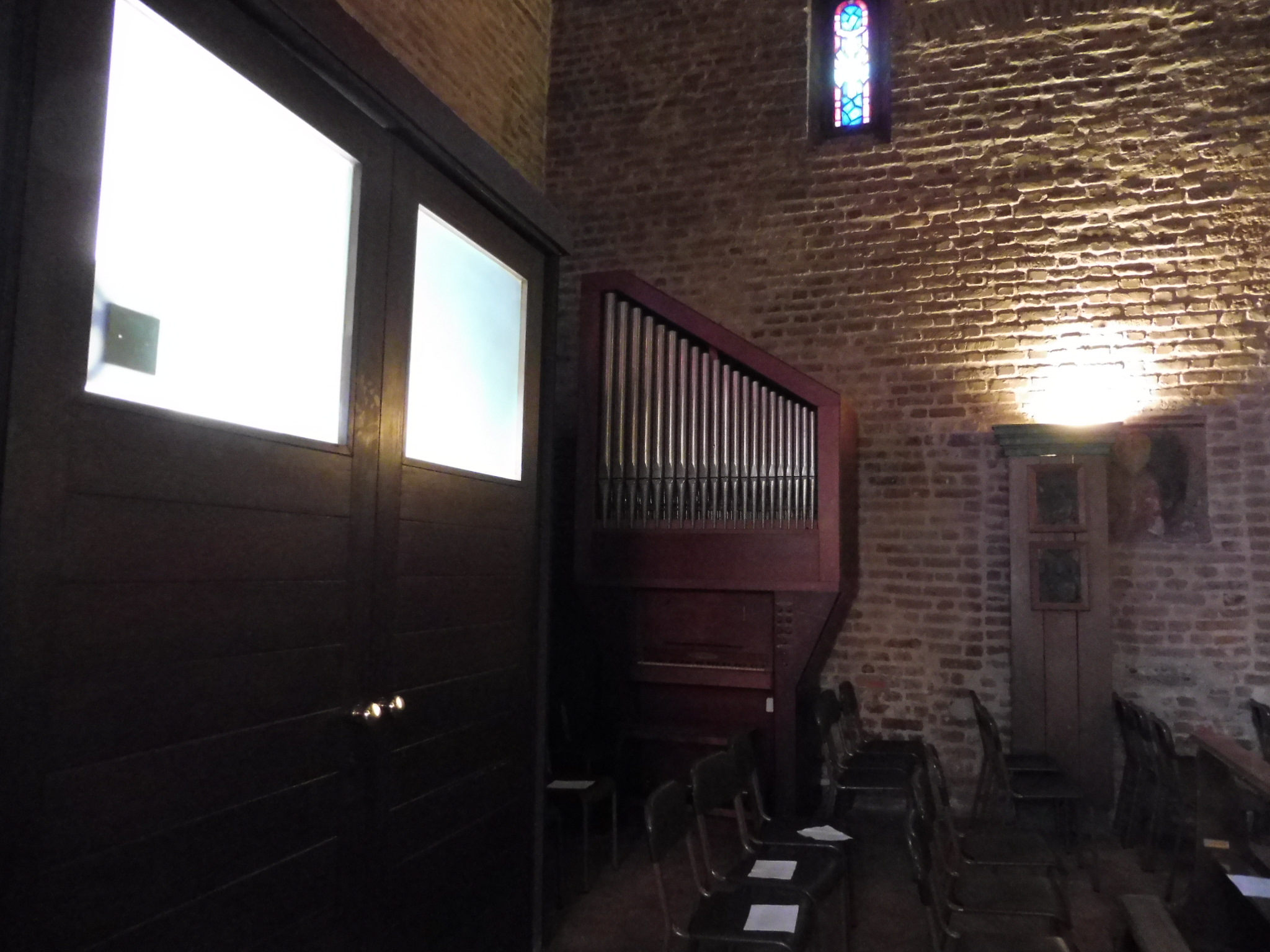
l'organo

Nella chiesa, a pavimento, si trova un organo positivo costruito da Teresio Martin nel 2010.
Lo strumento è a trasmissione integralmente meccanica ed è racchiuso all'interno di una cassa lignea di fattura geometrica, con mostra formata da canne in metallo di principale disposte ad ala; la consolle è a finestra e dispone di un'unica tastiera di 56 note e una pedaliera a leggio di 17 note priva di registri propri e costantemente unita al manuale.